# Marpesia furcula

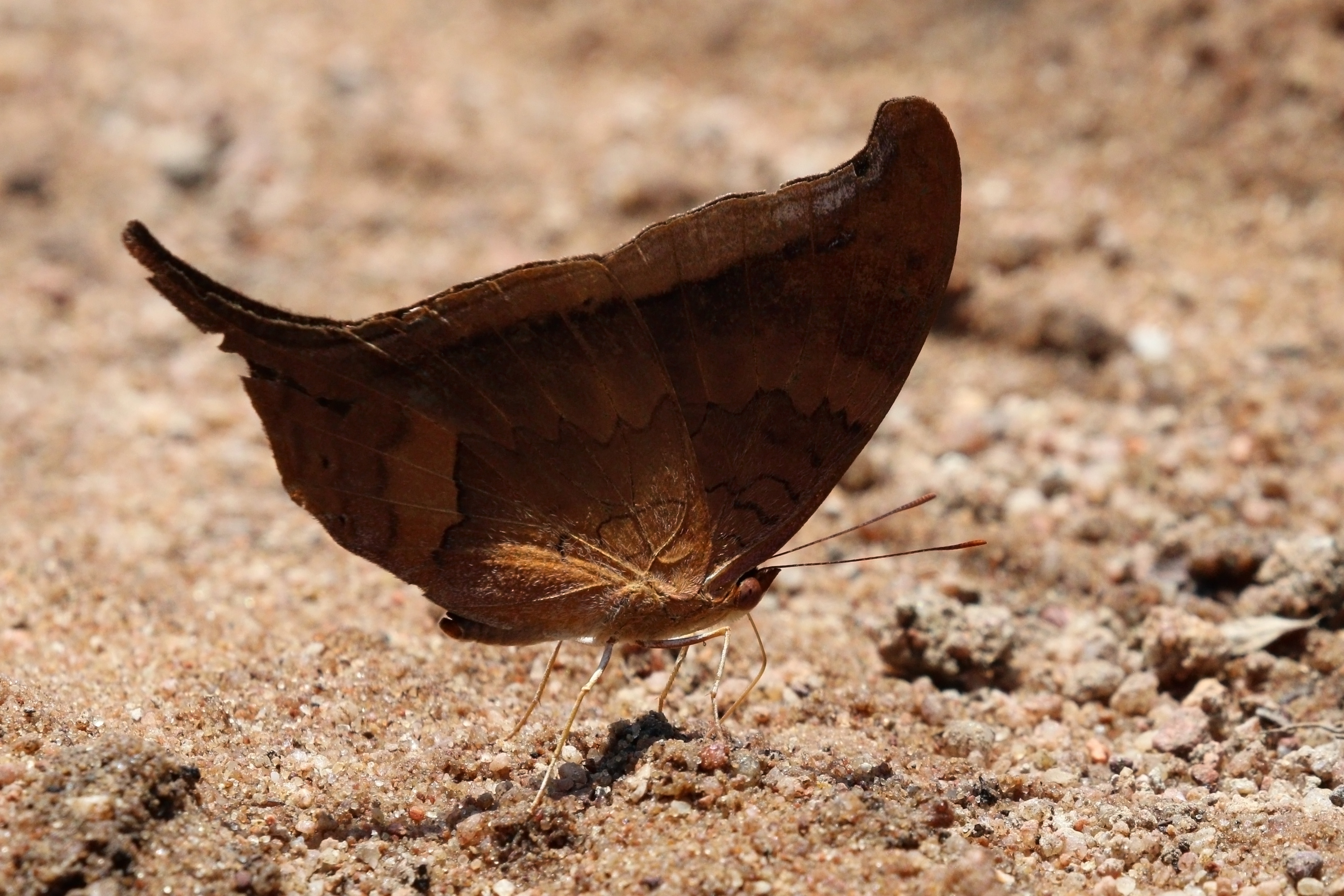
Flügelunterseite

Marpesia furcula ist ein in Mittel- und Südamerika vorkommender Schmetterling (Tagfalter) aus der Familie der Edelfalter (Nymphalidae).

## Merkmale

### Falter
Zwischen den Geschlechtern besteht ein auffälliger Sexualdimorphismus. Die Flügeloberseiten bei den Männchen haben eine schwarzbraune Grundfarbe. Die Basalregion ist orangegelb gefärbt. Bei einigen Faltern wird die Diskalregion von einem blauviolett irisierenden Schimmer teilweise überlagert. Die Weibchen haben eine bräunliche Grundfarbe, schmale dunkle Streifen in der Basalregion und zeigen keinen Schiller. Nahe dem Apex heben sich einige kleine weiße Flecke ab. Die nahezu zeichnungslosen Flügelunterseiten sind bei den Männchen dunkelbraun, bei den Weibchen hellbraun. Die Hinterflügel sind bei beiden Geschlechtern mit einem Paar langer Schwänze versehen.

### Ähnliche Arten
Die Weibchen von Marpesia tutelina unterscheiden sich durch die breiteren Streifen in der Basalregion.

## Vorkommen und Lebensraum
Das Verbreitungsgebiet von Marpesia furcula mit den Unterarten Marpesia furcula oechalia und Marpesia furcula violetta erstreckt sich von Nicaragua, Panama und Brasilien bis nach Peru, Ecuador, Bolivien und Argentinien. Die Art besiedelt immergrüne Regenwälder in Höhenlagen zwischen dem Meeresspiegel und 1400 Metern.

## Lebensweise
Bei den Faltern kommen zuweilen Massenerscheinungen und spektakuläre Wanderungen vor. Im August 2012 wurde in Peru beispielsweise der Vorbeiflug von ca. 10.000 Schmetterlingen verschiedener Arten innerhalb von vier Stunden überschlägig ermittelt, von denen etwa die Hälfte Marpesia furcula waren. Weitere Details zur Lebensweise der Art müssen noch erforscht werden.